# Hesionides riegerorum
Hesionides riegerorum är en ringmaskart som beskrevs av Westheide 1979. Hesionides riegerorum ingår i släktet Hesionides och familjen Hesionidae. Inga underarter finns listade i Catalogue of Life.